# Narinken, Åbo
För Narinken i Helsingfors, se Narinken.
Narinken (finska: Narinkka) var en utomhusmarknad för begagnade kläder i Åbo.
Narinken kommer från ryskan "на рынке" ("na rynke"), som betyder "på torget". Den fanns först, från 1869, på en obebyggd tomt vid Salutorget, granne med Ryska kyrkan vid dåvarande Ryska kyrkangatan, nuvarande Universitetsgatan. När Hotell Phoenix byggdes på tomten 1876, flyttades Narinken till området kring nuvarande Trätorget i närheten av Anningaistull, som var stadens utfart till Tammerfors. 
Narinken låg vid olika tidpunkter på olika obebyggda tomter nära Trätorget. Marknaden, som också benämndes ”judebasaren”, ”judestånden” eller enbart ”stånden”, bestod av ett antal marknadsplatser, vilka hyrdes ut av Åbo stad till huvudsakligen ryskjudiska klädeshandlare. På 1890-talet hade Narinken fjorton försäljningsplatser, som handlande kunde reservera på en årlig auktion ordnad av stadens drätselkammare.
Etablerade affärer ersatte så småningom narinkhandeln. 
Saluställen med samma namn fanns också i de andra garnisonsstäderna Helsingfors och Viborg. Namnet "Narinken" återupptogs 2005 som namn på den öppna platsen vid Kampens centrum i Helsingfors.